# Gare de Saillat - Chassenon
La gare de Saillat - Chassenon est une gare ferroviaire française de la ligne de Limoges-Bénédictins à Angoulême, située sur le territoire de la commune de Saillat-sur-Vienne, dans le département de la Haute-Vienne en région Nouvelle-Aquitaine, à proximité de la commune de Chassenon, au sud-ouest, dans le département de la Charente toujours en région Nouvelle-Aquitaine.
La station est mise en service en 1875 par la compagnie des Charentes. C'est aujourd'hui une gare de la Société nationale des chemins de fer français (SNCF) et du réseau TER Nouvelle-Aquitaine, elle est desservie par des trains express régionaux qui circulent entre Angoulême et Limoges-Bénédictins.

## Situation ferroviaire
Établie à 264 mètres d'altitude, la gare de Saillat - Chassenon est située au point kilométrique (PK) 446,808 de la ligne de Limoges-Bénédictins à Angoulême, entre les gares de Saint-Junien et de Chabanais.
Ancienne gare de bifurcation, elle était l'origine de la ligne de Saillat-sur-Vienne à Bussière-Galant (fermée et déposée).

## Histoire
La compagnie des Charentes obtient la concession de la ligne d'Angoulême à Limoges en 1868 ; elle est mise en service en 1875.
En 2022, selon les estimations de la SNCF, la fréquentation annuelle de la gare était de 5 272 voyageurs.

## Service des voyageurs

### Accueil
La gare possède un hall de gare chauffé ouvert tous les jours. Il n’y a pas de distributeurs de titres de transport TER, il faut donc se présenter au contrôleur lors de la montée dans le train. Un espace d’attente sur les quais permet aux voyageurs de s’abriter.

### Desserte
La gare est desservie par des trains du réseau TER Nouvelle-Aquitaine. Toutefois, depuis mars 2018, les circulations ferroviaires sont interrompues entre cette gare et Angoulême ; elle est désormais le lieu où s'effectuent les correspondances entre les trains (en provenance ou à destination de Limoges) et les autocars de substitution.

### Intermodalité
Il n’y a aucun moyen de transport en intermodalité avec la gare.
La gare possède un parc à vélo, un parking gratuit avec des places pour personnes à mobilité réduite.